# Малое Скуратово
Малое Скуратово — село в Чернском районе Тульской области России.
В рамках административно-территориального устройства является центром Малоскуратовской сельской администрации Чернского района, в рамках организации местного самоуправления входит в сельское поселение Северное.

## География
Расположено в 82 км к юго-западу от областного центра и в 13 км к северо-востоку от райцентра, пгт Чернь.

## Население
| 2002 | 2010 |
| ---- | ---- |
| 523  | ↗548 |

Население — 548 чел. (2010).